# Dodge Deluxe
La Deluxe è un'autovettura full-size prodotta dalla Dodge nel 1934, dal 1940 al 1942 e dal 1946 al 1948.
Fu introdotta come Serie DP nel gennaio del 1934 rivestendo il ruolo di modello di punta della Dodge. Uscì temporaneamente di produzione nel novembre del 1934 e l'anno seguente fu sostituita dalla Dodge New Value. Nel settembre del 1940 fu reintrodotta con il nome di Serie D19. Nell'occasione sostituì la Dodge Luxury Liner. Dal settembre 1941 al gennaio 1942 fu invece commercializzata come Serie D22. Dopo la pausa dovuta alla seconda guerra mondiale, la produzione riprese nel settembre 1946 con il nome di Serie D24. Uscì definitivamente di produzione nel dicembre 1948 venendo sostituita dalla Dodge Wayfarer e dalla Dodge Meadowbrook.

## Storia

### Serie DR (1934)
La prima serie della Deluxe, similmente ai modelli omologhi Standard e Special, era equipaggiata da un motore a valvole laterali e sei cilindri in linea da 3.569 cm³ di cilindrata che sviluppava 82 CV di potenza. Il propulsore era anteriore, mentre la trazione era posteriore. Il cambio era a tre rapporti mentre la frizione era monodisco a secco.
La vettura era offerta in versione berlina due e quattro porte e coupé due porte. 

### Serie D19/D22 (1940-1942)
La nuova serie del modello possedeva il medesimo motore della generazione precedente. A differenza di quest'ultimo, il propulsore della Serie D19 erogava 91 CV. Il modello era disponibile solo in versione berlina due e quattro porte e coupé due porte. Nel 1942 la cilindrata del motore crebbe a 3.772 cm³ e la potenza a 105 CV. Nell'occasione fu aggiornato il frontale. 

### Serie D24 (1946-1948)
La Deluxe reintrodotta dopo al fine della seconda guerra mondiale conservò il motore da 3.772 cm³ a fronte però di una diminuzione della potenza a 102 CV. Il frontale fu nuovamente rivisto.